# Hieracium breve
Hieracium breve es una especie de planta con flor del género Hieracium, de la familia Asteraceae, orden Asterales.

## Distribución
Hieracium breve se distribuye por la Isla Shetland.

## Taxonomía
Fue descrita científicamente por Beeby. Fue publicada en Ann. Scott. Nat. Hist. 1908: 112 (1908).